# Acer chiangdaoense
Acer chiangdaoense — вид квіткових рослин з родини сапіндових (Sapindaceae).

## Опис
Це велике дерево, яке досягає 30 метрів у висоту.

## Поширення
Вид є ендеміком північного Таїланду.
Росте на висотах від 1300 до 2150 метрів. Зустрічається в нижніх гірських лісах і верхніх і нижніх гірських кущах від 1300 до 2000 метрів над рівнем моря на вапняку.

## Використання
Немає інформації про використання чи торгівлю цим видом.